# تنوردي
تنوردي هي قرية أمازيغية مغربية وجماعة قروية وسط غربي المغرب. تنتمي تنوردي لإقليم ميدلت بجهة درعة تافيلالت. تضم هذه الجماعة القروية 2.777 نسمة (إحصاء 2004).